# ذي الضبع (الشعر)

تعديل مصدري - تعديل

ذي الضبع محلة تابعة لقرية الخراف، التابعة لعزلة القابل الاسفل بمديرية الشعر إحدى مديريات محافظة إب في الجمهورية اليمنية، بلغ تعداد سكانها 31 حسب تعداد اليمن لعام 2004.